# Zagozd (Słowenia)
Zagozd – wieś w Słowenii, w gminie Litija. W 2018 roku liczyła 52 mieszkańców.